# Detlev Dammeier
Detlev Dammeier (Stadthagen, 18 ottobre 1968) è un allenatore di calcio, ex calciatore e dirigente sportivo tedesco, di ruolo centrocampista, tecnico del Delbrücker.

## Palmarès

### Giocatore

#### Competizioni nazionali
- Campionato tedesco di seconda divisione: 1

Hannover 96: 1986-1987